# Trstenik (Orebić)
Trstenik je naselje u Dubrovačko-neretvanskoj županiji u općini Orebić. 

## Zemljopisni položaj
Nalazi se na poluotoku Pelješac, u pitomoj uvali Žuljana podno pelješke ceste.

## Povijest
Iznad Trstenika, na brdu Ćućin (616 metara) nalazi se jedno od nalazišta iz kamenog doba. Tamo su u Prnčevoj spilji pronađene kamene sjekire, vjerojatno iz doba neolita što je dokaz da je ovaj kraj naseljen još od kamenog doba.

## Gospodarstvo
Stanovnici Trstenika se uglavnom bave turizmom, ugostiteljstvom i ribarstvom, a jedna od najrazvijenijih grana gospodarstva je vinogradarstvo i proizvodnja vina. Na padinama oko Trstenika se uzgaja poznata sorta grožđa Plavac mali od koje se proizvodi isotimeno vino kao i čuveni Dingač, sortno crno vino zaštićenog geografskog podrijetla te Postup, također visoko kvalitetno sortno crno vino.
Naselje je od trajektnog pristaništa Trpanj udaljeno 20-ak kilometara. U Trsteniku postoji pristanište za manje brodove, lijepa šljunčana plaža i sidrište koje je nesigurno za južnih vjetrova. Do prije nekoliko godina, tijekom ljetnih mjeseci, Trstenik je trajektom bio povezan s lukom Polače na otoku Mljetu, ali je zbog neisplativosti ukinuta.

## Stanovništvo
Trstenik u velikoj većini nastanjuju Hrvati katoličke vjeroispovijesti, a prema popisu stanovništva iz 2001. godine u mjestu živi 97 stanovnika.
| broj stanovnika | 226   | 253   | 260   | 221   | 243   | 228   | 228   | 241   | 184   | 169   | 160   | 147   | 118   | 106   | 97    | 117   | 115   |
|                 | 1857. | 1869. | 1880. | 1890. | 1900. | 1910. | 1921. | 1931. | 1948. | 1953. | 1961. | 1971. | 1981. | 1991. | 2001. | 2011. | 2021. |

### Poznate osobe
- Silvije Alfirević, hrvatski kulturni djelatnik i publicist

## Vanjske poveznice
- Putopisi Hrvatska  Arhivirana inačica izvorne stranice od 1. svibnja 2009. (Wayback Machine)